# Calcio ai Giochi della XI Olimpiade
Il torneo di calcio della XI Olimpiade fu l'ottavo torneo olimpico. Si svolse dal 3 al 15 agosto 1936 a Berlino e vide la vittoria per la prima volta dell'Italia. Potevano essere impiegati solo calciatori dilettanti.
Il torneo venne funestato dalle polemiche successive all'annullamento dell'incontro fra Perù ed Austria, valida per i quarti di finale. Gli austriaci accusarono la panchina peruviana di aver invaso il campo e i tifosi sudamericani di averli malmenati. La FIFA dispose l'annullamento della partita e la sua ripetizione il 10 agosto a porte chiuse. Pare però che il giorno dopo la decisione di ripetere la gara, la delegazione peruviana fu invitata nella sede del Comitato Olimpico per una difesa, ma non si presentò: c'è chi dice per protesta, chi perché arrivò in ritardo, ma fatto sta che il Perù terminò la sua Olimpiade.
Per la prima volta, il torneo prese il via con la mancata partecipazione della nazionale campione in carica, che nel caso di specie era l'Uruguay.

## Squadre partecipanti
Per la prima volta nella storia del torneo, si iscrissero delle nazionali asiatiche: il Giappone e la Repubblica di Cina.
Bulgaria e Portogallo si iscrissero il 23 giugno 1936 ma ritirarono la propria iscrizione quattro settimane più tardi, Estonia ed India Britannica si ritirarono quando ancora le iscrizioni erano aperte. Tutte si ritirarono prima del sorteggio finale.
| Squadre            | Confederazione | Ultima apparizione | Miglior risultato                                |
| ------------------ | -------------- | ------------------ | ------------------------------------------------ |
| Austria            | nessuna        | Stoccolma 1912     | Quarti di finale (Stoccolma 1912)                |
| Egitto             | nessuna        | Amsterdam 1928     | Quarto posto (Amsterdam 1928)                    |
| Finlandia          | nessuna        | Stoccolma 1912     | Quarto posto (Stoccolma 1912)                    |
| Germania           | nessuna        | Amsterdam 1928     | Quarti di finale (Amsterdam 1928)                |
| Giappone           | nessuna        | Esordiente         | -                                                |
| Italia             | nessuna        | Amsterdam 1928     | Bronzo (Amsterdam 1928)                          |
| Lussemburgo        | nessuna        | Amsterdam 1928     | Ottavi di finale (Parigi 1924 e Amsterdam 1928)  |
| Norvegia           | nessuna        | Anversa 1920       | Quarti di finale (Stoccolma 1912 e Anversa 1920) |
| Perù               | CONMEBOL       | Esordiente         | -                                                |
| Polonia            | nessuna        | Parigi 1924        | Turno di qualificazione (Parigi 1924)            |
| Regno Unito        | nessuna        | Anversa 1920       | Oro (Londra 1908 e Stoccolma 1912)               |
| Repubblica di Cina | nessuna        | Esordiente         | -                                                |
| Stati Uniti        | nessuna        | Amsterdam 1928     | Ottavi di finale (Parigi 1924 e Amsterdam 1928)  |
| Svezia             | nessuna        | Parigi 1924        | Bronzo (Parigi 1924)                             |
| Turchia            | nessuna        | Amsterdam 1928     | Ottavi di finale (Amsterdam 1928)                |
| Ungheria           | nessuna        | Parigi 1924        | Quarti di finale (Stoccolma 1912)                |

## Formula
Il regolamento prevedeva un torneo ad eliminazione diretta, composto da quattro turni: ottavi di finale, quarti di finale, semifinali e finali, quella per il 1º posto e quella per il 3º posto e l'assegnazione delle medaglie di bronzo.

## Risultati
|  | Ottavi di finale   | Ottavi di finale |                |   | Quarti di finale          | Quarti di finale          |                |                | Semifinali | Semifinali |  |  | Finale | Finale |
|  |                    |                  |                |   |                           |                           |                |                |            |            |  |  |        |        |
|  | 4 agosto 1936      |                  |                |   |                           |                           |                |                |            |            |  |  |        |        |
|  |                    |                  |                |   |                           |                           |                |                |            |            |  |  |        |        |
|  | Germania           | 9                |                |   |                           |                           |                |                |            |            |  |  |        |        |
|  | Germania           | 9                | 7 agosto 1936  |   |                           |                           |                |                |            |            |  |  |        |        |
|  | Lussemburgo        | 0                |                |   |                           |                           |                |                |            |            |  |  |        |        |
|  | Lussemburgo        | 0                | Germania       | 0 |                           |                           |                |                |            |            |  |  |        |        |
|  | 3 agosto 1936      |                  | Germania       | 0 |                           |                           |                |                |            |            |  |  |        |        |
|  |                    | Norvegia         | 2              |   |                           |                           |                |                |            |            |  |  |        |        |
|  | Turchia            | Norvegia         | 2              | 0 |                           |                           |                |                |            |            |  |  |        |        |
|  | Turchia            |                  | 10 agosto 1936 | 0 |                           |                           |                |                |            |            |  |  |        |        |
|  | Norvegia           | 4                |                |   |                           |                           |                |                |            |            |  |  |        |        |
|  | Norvegia           | 4                | Norvegia       | 1 |                           |                           |                |                |            |            |  |  |        |        |
|  | 3 agosto 1936      |                  | Norvegia       | 1 |                           |                           |                |                |            |            |  |  |        |        |
|  |                    | Italia           | 2              |   |                           |                           |                |                |            |            |  |  |        |        |
|  | Italia             | Italia           | 2              | 1 |                           |                           |                |                |            |            |  |  |        |        |
|  | Italia             | 7 agosto 1936    |                | 1 |                           |                           |                |                |            |            |  |  |        |        |
|  | Stati Uniti        | 0                |                |   |                           |                           |                |                |            |            |  |  |        |        |
|  | Stati Uniti        | 0                | Italia         | 8 |                           |                           |                |                |            |            |  |  |        |        |
|  | 4 agosto 1936      |                  | Italia         | 8 |                           |                           |                |                |            |            |  |  |        |        |
|  |                    | Giappone         | 0              |   |                           |                           |                |                |            |            |  |  |        |        |
|  | Giappone           | Giappone         | 0              | 3 |                           |                           |                |                |            |            |  |  |        |        |
|  | Giappone           |                  | 15 agosto 1936 | 3 |                           |                           |                |                |            |            |  |  |        |        |
|  | Svezia             | 2                |                |   |                           |                           |                |                |            |            |  |  |        |        |
|  | Svezia             | 2                | Italia         | 2 |                           |                           |                |                |            |            |  |  |        |        |
|  | 5 agosto 1936      |                  | Italia         | 2 |                           |                           |                |                |            |            |  |  |        |        |
|  |                    | Austria          | 1              |   |                           |                           |                |                |            |            |  |  |        |        |
|  | Polonia            | Austria          | 1              | 3 |                           |                           |                |                |            |            |  |  |        |        |
|  | Polonia            | 8 agosto 1936    |                | 3 |                           |                           |                |                |            |            |  |  |        |        |
|  | Ungheria           | 0                |                |   |                           |                           |                |                |            |            |  |  |        |        |
|  | Ungheria           | 0                | Polonia        | 5 |                           |                           |                |                |            |            |  |  |        |        |
|  | 6 agosto 1936      |                  | Polonia        | 5 |                           |                           |                |                |            |            |  |  |        |        |
|  |                    | Regno Unito      | 4              |   |                           |                           |                |                |            |            |  |  |        |        |
|  | Regno Unito        | Regno Unito      | 4              | 2 |                           |                           |                |                |            |            |  |  |        |        |
|  | Regno Unito        |                  | 11 agosto 1936 | 2 |                           |                           |                |                |            |            |  |  |        |        |
|  | Repubblica di Cina | 0                |                |   |                           |                           |                |                |            |            |  |  |        |        |
|  | Repubblica di Cina | 0                | Polonia        | 1 |                           |                           |                |                |            |            |  |  |        |        |
|  | 6 agosto 1936      |                  | Polonia        | 1 |                           |                           |                |                |            |            |  |  |        |        |
|  |                    | Austria          | 3              |   | Finale per il terzo posto | Finale per il terzo posto |                |                |            |            |  |  |        |        |
|  | Perù               | Austria          | 3              | 7 | Finale per il terzo posto | Finale per il terzo posto |                |                |            |            |  |  |        |        |
|  | Perù               | 8 agosto 1936    | 8 agosto 1936  | 7 |                           |                           | 13 agosto 1936 | 13 agosto 1936 |            |            |  |  |        |        |
|  | Finlandia          | 8 agosto 1936    | 8 agosto 1936  | 3 |                           |                           | 13 agosto 1936 | 13 agosto 1936 |            |            |  |  |        |        |
|  | Finlandia          | Perù             | 4              | 3 | Norvegia                  | 3                         |                |                |            |            |  |  |        |        |
|  | 5 agosto 1936      | Perù             | 4              |   | Norvegia                  | 3                         |                |                |            |            |  |  |        |        |
|  |                    | Austria          | 2              |   | Polonia                   | 2                         |                |                |            |            |  |  |        |        |
|  | Austria            | Austria          | 2              | 3 | Polonia                   | 2                         |                |                |            |            |  |  |        |        |
|  | Austria            |                  |                | 3 |                           |                           |                |                |            |            |  |  |        |        |
|  | Egitto             | 1                |                |   |                           |                           |                |                |            |            |  |  |        |        |
|  | Egitto             | 1                |                |   |                           |                           |                |                |            |            |  |  |        |        |

### Ottavi di finale
| Arbitro: | Scarpi |

|  |           |                                            |
|  | Marcatori | 30’, 70’ Martinsen 53’ Brustad 80’ Kvammen |

| Arbitro: | Weingartner |

|            |           |  |
| Frossi 58’ | Marcatori |  |

| Arbitro: | von Hertzka |

|                                                                            |           |  |
| Urban 16’, 54’, 75’ Simetsreiter 32’, 48’, 74’ Gauchel 49’, 89’ Elbern 76’ | Marcatori |  |

| Arbitro: | Peters |

|                                     |           |                  |
| Kawamoto 49’ Ukon 62’ Matsunaga 85’ | Marcatori | 24’, 37’ Persson |

| Arbitro: | Scorzoni |

|                         |           |  |
| Gad 12’, 27’ Wodarz 88’ | Marcatori |  |

| Arbitro: | Jewell |

|                             |           |          |
| Steinmetz 4’, 65’ Laudon 7’ | Marcatori | 85’ Sakr |

| Arbitro: | Fink |

|                     |           |  |
| Dodds 55’ Finch 65’ | Marcatori |  |

| Arbitro: | Barlassina |

|                                                       |           |                                           |
| Fernández 17’, 33’, 47’, 49’, 70’ Villanueva 21’, 67’ | Marcatori | 42’ (rig.) Kanerva 75’ Grönlund 80’ Larvo |

### Quarti di finale
| Arbitro: | Barton |

|  |           |                 |
|  | Marcatori | 7’, 83’ Isaksen |

| Arbitro: | Ohlsson |

|                                                            |           |  |
| Frossi 14’, 75’, 80’ Biagi 32’, 57’, 81’, 82’ Cappelli 89’ | Marcatori |  |

| Arbitro: | Eklow |

|                                       |           |                                       |
| Gad 33’ Wodarz 43’, 48’, 53’ Piec 56’ | Marcatori | 26’ Clements 71’ Shearer 78’, 80’ Joy |

| Arbitro: | Kristiansen |

|                                                 |           |                           |
| Alcalde 75’ Villanueva 81’, 117’ Fernández 119’ | Marcatori | 23’ Werginz 37’ Steinmetz |

| Berlino 10 agosto 1936 | Perù | 0 - 3 (TAV) – | Austria |  |

### Semifinali
| Arbitro: | von Hertzka |

|             |           |                      |
| Brustad 58’ | Marcatori | 15’ Negro 96’ Frossi |

| Arbitro: | Barton |

|         |           |                                        |
| Gad 73’ | Marcatori | 14’ Kainberger K. 55’ Laudon 88’ Mandl |

### Finale per il 3º posto
| Arbitro: | Birlem |

|                       |           |                              |
| Brustad 15’, 21’, 84’ | Marcatori | 5’ Wodarz 24’ (rig.) Peterek |

### Finale per il 1º posto
| Arbitro: | Bauwens |

| |            | |
| Frossi 70’, 92’ | Marcatori  | 79’ Kainberger K. |
| Venturini Foni Rava Baldo Piccini Locatelli Frossi Marchini Bertoni Biagi Gabriotti A disposizione: Negro Scarabello Cappelli Giani Girometta Giuntoli Nicolini Petri Puppo Tamietti Vannucci | Formazioni | E. Kainberger Künz Kargl Krenn Wallmüller Hofmeister Werginz Laudon Steinmetz K. Kainberger Fuchsberger A disposizione: Kitzmüller Mandl Bacher Logofsky Schaffelhofer |
| Pozzo | Allenatori | Hogan — Meisl |

## Classifica finale
| Classifica | Classifica         | Classifica |
| ---------- | ------------------ | --- |
|            | Italia             | ItaliaP Giani, P Vannucci, P Venturini, D Foni, D Gabriotti, D Marchini, D Petri, D Rava, D Tamietti, C Baldo, C Biagi, C Giuntoli, C Locatelli, C Piccini, C Puppo, C Scarabello, A Bertoni, A Cappelli, A Frossi, A Girometta, A Negro, A Nicolini, CT: Pozzo                                                                              |
|            | Austria            | AustriaP E. Kainberger, P Logofsky, D Kargl, D Künz, D Schaffelhofer, C Bacher, C Hofmeister, C Krenn, C Wahlmüller, A Fuchsberger, A K. Kainberger, A Kitzmüller, A Laudon, A Mandl, A Steinmetz, A Werginz, CT: Hogan - Meisl |
|            | Norvegia           | NorvegiaP Gundersen, P Johansen, D Eriksen, D Holmsen, D Horn, C Henriksen, C Holmberg, C Juve, C Ulleberg, A Brustad, A Frantzen, A Hansen, A Ileby, A Isaksen, A R. Kvammen, A Martinsen, A Monsen, CT: Halvorsen |
| 4.         | Polonia            | PoloniaP Albański, P Madejski, D Gałecki, D Martyna, D Szczepaniak, C Cebulak, C Dytko, C Góra, C Kotlarczyk, C Wasiewicz, A Gad, A Kisieliński, A Matyas, A Musielak, A Peterek, A Piec, A Scherfke, A Wodarz, CT: Kałuża |
| 5.         | Germania           | GermaniaP Buchloh, P Jakob, P Jürissen, D Ditgens, D Munkert, D Münzenberg, C Bernard, C Gellesch, C Goldbrunner, C Gramlich, C Janes, C Mehl, C Sold, A Eckert, A Elbern, A Gauchel, A Hohmann, A Lehner, A Lenz, A Siffling, A Simetsreiter, A Urban, CT: Nerz                                                                             |
| 5.         | Giappone           | GiapponeP Fuwa, P Sano, D Horie, D Suzuki, D Takeuchi, C Kin, C Oita, C Sasano, C Tatsuhara, A S. Kamo, A T. Kamo, A Kawamoto, A Matsunaga, A Nishimura, A Takahashi, A Takenokoshi, A Ukon, CT: Suzuki |
| 5.         | Perù               | PerùP Marchena, P Valdivieso, D Chappell, D A. Férnandez, D Lavalle, D Pardo, C Castillo, C García, C Jordán, C Landa, C Pacheco, C Portal, C Tovar, A J. Alcalde, A T. Alcalde, A Álvarez, A T. Fernández, A Ibáñez, A Magallanes, A Morales, A Paredes, A Villanueva, CT: Denegri                                                          |
| 5.         | Regno Unito        | Regno UnitoP Hill, P Huddle, D Fulton, D Holmes, D Peart, D Roylance, C Eastham, C Fielding, C Gardiner, C Joy, C Pettit, C Sutcliffe, A Brown, A Clements, A Crawford, A Dodds, A Edelston, A Finch, A Gibb, A Kyle, A Riley, A Shearer, CT: Voisey                                                                                         |
| 9.         | Egitto             | EgittoP Ezzat, P Mansour, D El-Said, D Abdou, D Halim, C Abdelshafi, C El-Far, C El-Kashef, C Hassan, C Youssef, A Abdin, A El-Tetsh, A Hamdi, A Latif, A Mahmoud, A Sakr, A Shendi, A Taha, CT: El-Din |
| 9.         | Finlandia          | FinlandiaP Halme, P Salminen, D Karjagin, D Lindbäck, D Närvänen, C Kanerva, C Lahti, C Malmgren, C Paakkanen, C Pyy, A Grönlund, A Gustafsson, A Larvo, A Lehtonen, A Sotiola, A Weckström, CT: Fabra |
| 9.         | Lussemburgo        | LussemburgoP Hoscheid, P Jeanty, D Feyder, D Majérus, D Mousel, D Schmit, C Fischer, C Frisch, C Kieffer, A Bernard, A Geib, A Kemp, A Mart, A Mengel, A Speicher, A Stamet, CT: Feierstein |
| 9.         | Repubblica di Cina | Repubblica di CinaP Pau K. P., P Wong K. L., D Chua B. L., D Lee T. S., D Mak S. H., D Tam K. P., C Chen Z. H., C Lee K. W., C Leung S. T., C Leung W. C., C Tsui A. F., C Wong M. S., A Cheuk S. K., A Fung K. C., A Ip P. W., A Kia K. L., A Lee W. T., A Suen K. S., A Zheng Q. L., A Tio H. G., A Tso K. S., A Yeap C. E., CT: Yan C. S. |
| 9.         | Stati Uniti        | Stati UnitiP Bartkus, P Denton, D Greinert, D Stoll, D Zbikowski, D Zywan, C Altemose, C Begley, C Crockett, C Olthaus, C Pietras, A Chimielewski, A Fiedler, A Gajda, A Lutkefedder, A Nemchik, A Ryan, CT: Cavanaugh |
| 9.         | Svezia             | SveziaP Bergqvist, P Sjöberg, D O. Andersson, D Källström, D Sköld, C Almgren, C G. Andersson, C Carlund, C Emanuelsson, C Ericsson, C Eriksson, C T. Johansson, C Lind, C Snitt, A Grahn, A Hallman, A H. Johansson, A Jonasson, A Josefsson, A Kroon, A Persson, A Törnkvist, CT: Pettersson                                               |
| 9.         | Turchia            | TurchiaP Arman, P Kurgan, D Alpaslan, D Barlas, D Savman, C Aksoy, C Alaç, C Cici, C Reşat, C Tusder, A Altınordu, A Arıcan, A Bumin, A Erkal, A Görkey, A Göztepe, A Kılıç, A Sel, A Yeten, CT: Donnelly |
| 9.         | Ungheria           | UngheriaP Régi, P Simon, D Berta, D Horváth, D Kőműves, D Kovács, C Beer, C Bonyhai, C Honti, C Keszei, C Király, C Kolláth, C Lágler, A Bérczes, A Csutorás, A Kállai, A Karácsonyi, A Kiss, A Krivicz, A Pósa, A Soproni, A Tóth, CT: Opata                                                                                                |

## Classifica marcatori
7 reti
- Frossi

6 reti
- Fernández

5 reti
- Brustad
- Wodarz

4 reti
- Biagi
- Villanueva
- Gad

3 reti
- Steinmetz
- Simetsreiter
- Urban

2 reti
- Kainberger K.
- Laudon
- Gauchel
- Isaksen
- Martinsen
- Joy
- Persson

1 rete
- Mandl
- Werginz
- Sakr
- Gronlund
- Kanerva (1 rigore)
- Larvo
- Elbern
- Kamo
- Matsunaga
- Ukon
- Cappelli
- Negro
- Kvammen
- Alcalde

- Peterek (1 rigore)
- Piec
- Clements
- Dodds
- Finch
- Shearer